# Gourin
 Gourin  (también así en bretón) es una población y comuna francesa, situada en la región de Bretaña, departamento de Morbihan, en el distrito de Pontivy y cantón de Gourin.

## Demografía
| 5195 | 5128 | 5199 | 4925 | 4734 | 4464 |
| Para los censos de 1962 a 1999 la población legal corresponde a la población sin duplicidades (Fuente: INSEE [Consultar]) |      |      |      |      |      |

## Ciudades Hermanas
Gourion posee ciudades hermanas con otras ciudades del mundo: 
- Rush (Irlanda)